# Acoela
Acoela é uma classe de animais do subfilo Acoelomorpha.

## Famílias
- Actinoposthiidae Hooge, 2001
- Anaperidae Dörjes, 1968
- Antigonariidae Dörjes, 1968
- Antroposthiidae Faubel, 1976
- Childiidae Dörjes, 1968
- Convolutidae Graff, 1905
- Dakuidae Hooge, 2003
- Diopisthoporidae Westblad, 1940
- Hallangiidae Westblad, 1946
- Haploposthiidae Westblad, 1948
- Hofsteniidae Bock, 1923
- Isodiametridae Hooge e Tyler, 2005
- Mecynostomidae Dörjes, 1968
- Nadinidae Dörjes, 1968
- Otocelididae Westblad, 1948
- Paratomellidae Dörjes, 1968
- Polycanthiidae Hooge, 2003
- Proporidae Graff, 1882
- Sagittiferidae Kostenko & Mamkaev, 1990
- Solenofilomorphidae Dörjes, 1968
- Taurididae Kostenko, 1989